# Paul Sérusier
Paul Sérusier, född 9 november 1864 i Paris, död 7 oktober 1927 i Morlaix, var en fransk målare.
Sérusier grundade 1889 Les Nabis under Gauguins inflytande.

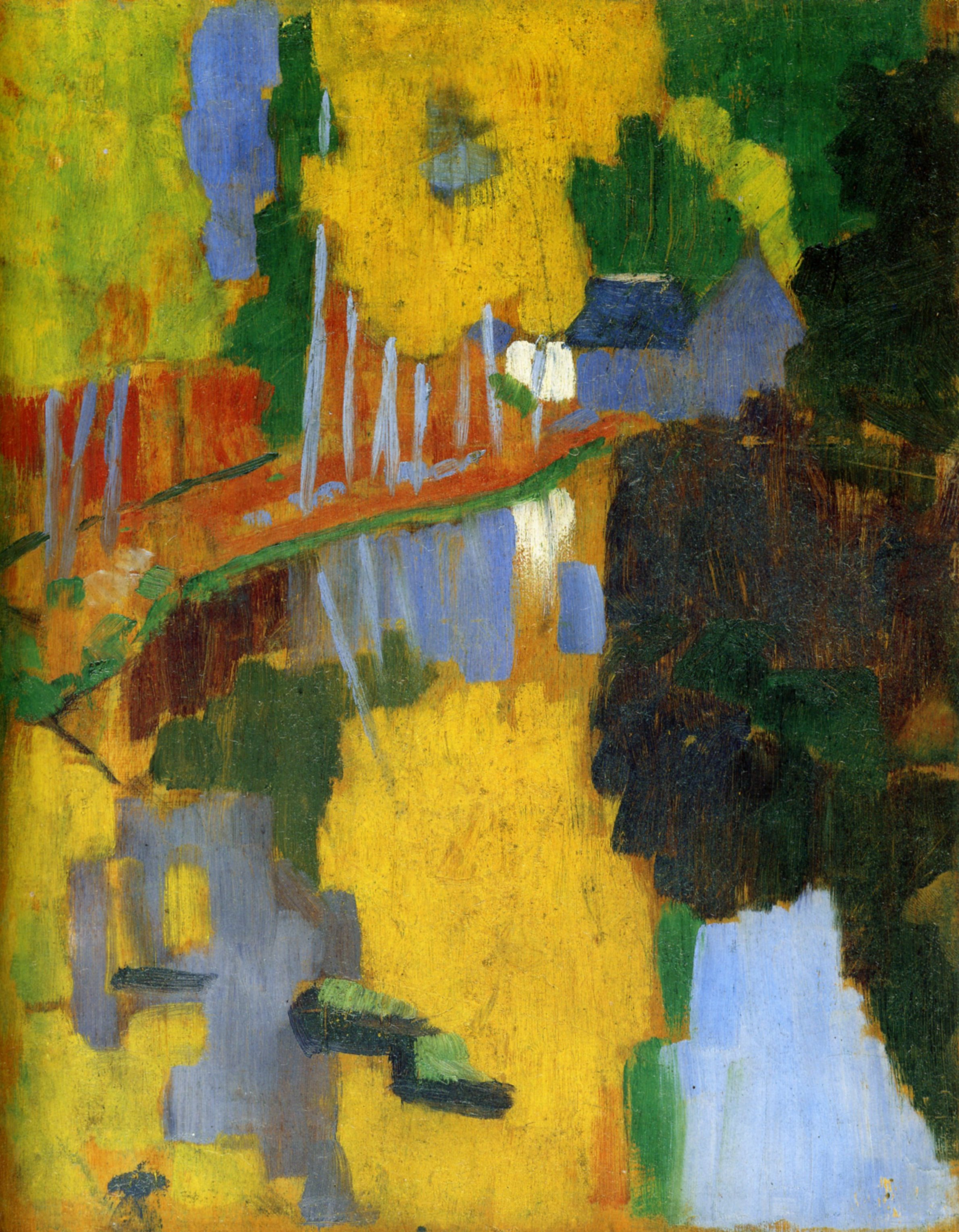
Paul Sérusier - "Talismanen" (1888). Musée d'Orsay, Paris.